# Рей Сийхорн
Дебора Рей Сийхорн (на английски: Deborah Rhea Seehorn; родена на 12 май 1972 г.) е американска актриса, най-известна с ролята си на Ким Уекслър в сериала „Обадете се на Сол“. Участвала е още в сериалите „Аз съм с нея“, „Уитни“ и „Франклин и Баш“.

## Биография
Сийхорн е родена на 12 май 1972 г. в Норфолк, Вирджиния. Майка ѝ служи във ВМС на САЩ, а баща ѝ работи в Службата за криминални разследвания към ВМС. Семейството ѝ често се мести, докато е малка, включително до Япония, Аризона и Вашингтон.
Рей учи рисуване и архитектура от малка, следвайки стъпките на баща си и баба си. Тя се занимава с визуални изкуства, но с течение на времето развива нарастваща страст към театъра и киното и започва да се занимава със съвременен театър в колежа.
Завършва университета „Джордж Мейсън“ през 1994 г. Докато е в колежа, тя търси кариера в театъра под поощрението на учителя си по театър, работейки на множество спомагателни позиции в бранша с цел да я забележат. Тя печели няколко големи роли в местните театри, но все пак ѝ се налага да участва и в кратки учебни филми за промишлеността, за да изкарва прехраната си.. Скоро след това започва да получава оферти за още роли в телевизията, често играейки роли, които тя самата смята за саркастични, по подобие на нейния идол Беатрис Артър. Въпреки това, повечето от сериалите, в които участва, са кратки и биват спирани след 1 – 2 сезона.
През май 2014 г. Сийхорн участва в спиноф предисторията към сериала „В обувките на Сатаната“, наречена „Обадете се на Сол“. Там тя играе ролята на Кимбърли Уекслър, адвокат и интимен партньор на Джими Макгил/Сол Гудмън (Боб Оденкърк).